# Judge Dredd: Dredd Vs. Death
Judge Dredd: Dredd vs. Death är ett spel utvecklat av Rebellion Developments. Spelet bygger på seriefiguren Judge Dredd från tidningen 2000 AD och släpptes 2003 i Europa och 2005 i USA.

## Handling
Spelaren spelar som Joe Dredd som är en Judge (en typ av specialtränad superpolis) i den stora staden Mega-City One. I spelet sprids ett virus mellan stadens drygt 400 miljoner invånare som förvandlar dem till antingen zombier eller vampyrer. Det är spelarens uppgift att hitta den som sprider viruset och att sätta stopp för det.
1. ↑  Steam, 12 september 2003, Steam-ID: 3710, läst: 31 mars 2022.[källa från Wikidata]